# Rolf Roth (Maler)
Rolf Roth (* 14. Februar 1888 in Solothurn; † 12. April 1985 in Chexbres, Kanton Waadt), Pseudonym: Lucifer, heimatberechtigt in Solothurn, war ein schweizerischer Karikaturist, Maler und Schriftsteller.

## Leben
Rolf Roth, Sohn des Stoffhändlers Engelbert Roth sowie der Adele geborene Munzinger, Absolvent der Handelsschule in Solothurn sowie einer Schneiderlehre in Neuenburg, Nyon sowie Lausanne, besuchte im Anschluss von 1909 bis 1915 die Akademien der bildenden Künste in Dresden und München und die Gewerbeschule in Basel. Roth war in der Folge für zahlreiche Zeitungen, unter anderem für die Basler Nachrichten, die Pariser L’Illustration sowie den Nebelspalter, von 1925 bis 1958 als Zeichenlehrer an der Kantonsschule in Solothurn sowie von 1931 bis 1969 als Redaktor der Solothurner Fasnachtszeitung Lucifer tätig.
Der als Landschaftsmaler, Porträtist, Zeichner, Karikaturist und Schriftsteller hervorgetretene Rolf Roth, der 1921 ein eidgenössisches Kunststipendium erhielt, schuf unter anderem 187 Porträtskizzen für den Illustrierten und vollständigen Führer durch das Erdbeben im schweizerischen Nationalratssaal, erschienen anno 1919, und publizierte ein Album Souvenir de la première Assemblée de la Société des Nations, erschienen zwischen 1920 und 1939, in dem er Zeichnungen aus den Sälen des Völkerbundes präsentierte.
Rolf Roth, der mit Frieda, der Tochter des Uhrmachers Arnold Scheurer verheiratet war, verstarb 1985 im hohen Alter von 97 Jahren in Chexbres im Kanton Waadt.

## Weitere Publikationen (Auswahl)
- Der Generalstreik-Prozess in Karikatur: 39 farbige Lithographien. 2. Ausgabe. Trösch, Solothurn 1919.
- mit Leo Weber; August Jaeger; Erhard Steinmann; Josef Reinhart: Johr-y, Johr-us: Lesebuch für die Primarschulen des Kantons Solothurn. 3. Schuljahr. Buchdruckerei Gassmann, Solothurn 1927.
- Bilderbogen Lucifer 1931. Verlag Rolf Roth, Solothurn 1931.
- mit Emil Wiedmer: Zeitgenossen. Nebelspalter-Verlag, Rorschach 1945.
- Der eidgenössische Weg: Bilderbüchlein für Eid- und andere Genossen an den National- und Ständeratswahlen 1947. Dietschi, Olten 1947.
- mit Eugen Naef: Unsere „Balkan“-Reise. Solothurn, Zuchwil 1952.